# NA-2114
La NA-2114 es una Carretera local perteneciente a la Red de Carreteras de Navarra que se inicia en PK 3,46 de NA-2113 y termina en Interior Monasterio. Tiene una longitud de 0,57 kilómetros.